# Footballidentity
Footballidentity, (FID), är ett internetbaserat fotbollsspel där alla roller styrs av helt olika användare. Man kan välja mellan att styra en spelare, vara manager för ett lag eller skriva artiklar som journalist. Spelet började tas fram 2007 och 2009 släpptes Betaversionen. År 2016 meddelades att spelet skulle läggas ner, vilket det också gjorde september 2017.